# Jesus, Jesus, Jesus, skönsta namn jag vet
Jesus, Jesus, Jesus, skönsta namn jag vet är en körsång med text och musik av L. B. Bridges. Texten översattes till svenska av Oscar Björk.

## Publicerad i
- Frälsningsarméns sångbok 1968 som nr 106 i kördelen under rubriken "Jubel, Strid Och Erfarenhet".
- Frälsningsarméns sångbok 1990 som nr 847 under rubriken "Glädje, vittnesbörd, tjänst".
- Sångboken 1998 som nr 183